# Craxy
Craxy (koreanisch 크랙시, vorheriger Name Wish Girls) ist eine südkoreanische Girlgroup der vierten K-Pop-Generation unter dem Label S.A Itainment. Am 3. März 2020 debütierten sie mit ihrem Album My Universe und dem Titel-Song Aria, der rund 3,3 Mio. YouTube-Klicks erhielt. Die Gruppe besteht aus 4 Mitgliedern: Wooah, Karin, Hyejin und Swan. ChaeY verließ die Gruppe am 31. Juli 2023. Ihr Fandomname lautet: CROWN, dieser war zuvor: CRAVITY.

## Vorgeschichte

### 2018: Winterprojekt „Wish for You“
Im Dezember 2018 wurde Craxy, damals noch unter dem Namen Wish Girls bekannt, durch ihr Winterprojekt bekannt. Als Weihnachtssong nahmen die Mitglieder Wish For You auf, ein Lied, das aus mehreren neu interpretierten populären Weihnachtsliedern besteht. Sie drehten auch ein Musikvideo für den Song, das von der Geschichte The Little Match Girl inspiriert ist. Der Song wurde bis zum 27. Juni 2019 auf Musikseiten veröffentlicht und erzielte rund 50.000 YouTube-Klicks.

### 2019: Pre-Debüt Solos, Sommerprojekt „Yours Is Mine“, WTW-Projekt und Winterprojekt „WishXMas“
2019 enthüllte S.A Itainment ihre Pläne, allen Mitgliedern einen Solosong zu geben, bevor die Gruppe ihr Debüt gibt. Sie begannen mit der Veröffentlichung des Musikvideos zu Woo-Ahs Issue am 18. Mai, gefolgt von Hyejins Boyfriend am 10. August, ChaeYs Sixteen am 30. August, Swans My Soul am 25. September und Karins Ka Ka Ka am 24. Oktober.
Am 21. Mai kündigte das Unternehmen an, dass die Wish Girls ein Sommerprojekt machen würden. Ähnlich wie bei ihrem Winterprojekt wird die Gruppe ein Musikvideo drehen, aber dieses Mal zum Thema Sommer. Für dieses Projekt haben sie sich mit dem indonesischen Schauspieler Glenn Alinskie und seiner Frau, der Schauspielerin und Sängerin Chelsea Olivia, zusammengeschlossen. Das Paar arbeitete fast ein Jahr lang als Co-Produzenten an diesem Projekt, bevor das Musikvideo zu Yours Is Mine schließlich am 12. Juli enthüllt wurde. Die Single wurde einen Monat später, am 21. August, auf Musikseiten veröffentlicht.
Am 9. Dezember wurde das Musikvideo zu We The WishGirls veröffentlicht.

### 2020: „My Universe“ und „To Dante“
Am 10. Januar lud S.A Itainment einen Musikvideo-Teaser für Wish Girls letzte Vorabsingle My Universe hoch. Mit diesem Teaser enthüllten sie den offiziellen Namen der Gruppe: Craxy.
Am 16. Januar wurde das Musikvideo zu My Universe veröffentlicht und einen Monat später, am 16. Februar, wurde die Single offiziell auf Musikseiten veröffentlicht.
Am 23. Oktober veröffentlichten Craxy den speziellen Song To Dante auf YouTube als Überraschung für ihren Produzenten Glenn Alinskie und Chelsea Olivia, um die Geburt ihres Sohnes Dante zu feiern.

### 2022: „Zero 2“ und „Who Am I“
Das am 17. März 2022 veröffentlichte YouTube-Video Trigger Performance M/V erzielte rund 960.000 Klicks. Ihr erstes Mini-Album Zero 2 wurde am 24. Februar veröffentlicht und Who am I am 4. August. End of Game wird voraussichtlich am 6. Oktober 2022 veröffentlicht.

## Mitglieder
| Name                 | Geburtsname           | Geburtstag (Alter)     | Geburtsort | Position               |
| -------------------- | --------------------- | ---------------------- | ---------- | ---------------------- |
| Wooah 우아           | Kim Chae-won 김채원   | 20. Juni 1997 (27)     | Changwon   | Team leader Vocal, Rap |
| Karin 카린           | Lee Ye-rin 이예린     | 23. April 2000 (24)    | Seosan     | Vocal, Dance, Rap      |
| Hyejin 혜진          | Choi Hye-jin 최혜진   | 13. Juli 2000 (24)     | Gwangju    | Vocal, Dance, Rap      |
| Swan 수안            | Ji Su-an 지수안       | 28. Dezember 2000 (24) | Bundang-gu | Vocal                  |
| Ehemalige Mitglieder |                       |                        |            |                        |
| ChaeY 채이           | Song Chae-yeon 송채연 | 06. Januar 2003 (22)   | Gangbuk-gu | Vocal, Dance           |

## Diskografie

### EPs
| Jahr | Titel Musiklabel              | Höchstplatzierung, Gesamtwochen, AuszeichnungChartsChartplatzierungen (Jahr, Titel, Musiklabel, Platzierungen, Wochen, Auszeichnungen, Anmerkungen) | Anmerkungen                            |
| Jahr | Titel Musiklabel              | KR | Anmerkungen                            |
| ---- | ----------------------------- | --- | -------------------------------------- |
| 2020 | My Universe SAI Entertainment | — | Erstveröffentlichung: 3. März 2020     |
| 2022 | Zero 2 SAI Entertainment      | — | Erstveröffentlichung: 24. Februar 2022 |
| 2022 | Who Am I SAI Entertainment    | KR61 (2 Wo.)KR | Erstveröffentlichung: 16. August 2022  |
| 2023 | XX SAI Entertainment          | KR38 (1 Wo.)KR | Erstveröffentlichung: 23. März 2023    |

### Single-Alben
| Jahr | Titel Musiklabel        | Höchstplatzierung, Gesamtwochen, AuszeichnungChartsChartplatzierungen (Jahr, Titel, Musiklabel, Platzierungen, Wochen, Auszeichnungen, Anmerkungen) | Anmerkungen                           |
| Jahr | Titel Musiklabel        | KR | Anmerkungen                           |
| ---- | ----------------------- | --- | ------------------------------------- |
| 2021 | Zero SAI Entertainment  | — | Erstveröffentlichung: 7. Oktober 2021 |
| 2024 | `RE_` SAI Entertainment | KR61 (1 Wo.)KR | Erstveröffentlichung: 26. Juni 2024   |

### Singles
- 2020: My Universe (나의 우주)
- 2020: Aria
- 2021: Gaia (가이아)
- 2021: Dance with God
- 2022: Requiem
- 2022: Poison Rose
- 2023: Nugudom
- 2023: No Limit
- 2024: Stupidz